# Viper Militia
La Viper Militia (también conocida como Arizona Viper Militia o Phoenix Viper Militia) era una milicia antigubernamental creada en 1995. Los militantes planearon durante más de dos años bombardear edificios gubernamentales en el estado, además de haber entrenado el uso de armas de fuego y explosivos (varias de ellas obtenidas ilegalmente).

## Historia

### Preparación de ataques
En 1995, la Oficina de Alcohol, Tabaco, Armas de Fuego y Explosivos comenzó a seguir algunos informes de inteligencia de una milicia con puntos de vista extremistas en el estado de Arizona. La ATF comenzó a infiltrar un agente en el grupo y estaba siguiendo en detalle varios planes para atacar y matar a miembros de la ATF y otros funcionarios encargados de hacer cumplir la ley, destacando el ataque a sus instalaciones con explosivos en Phoenix. Se dice que el grupo realizó ejercicios de entrenamiento en el desierto de Arizona, así como la detonación de pequeñas cargas de bombas de nitrato de amonio. Después de una investigación encubierta de seis meses, la ATF organizó una serie de redadas que desarticularon al grupo.

### Arrestos
El 2 de junio de 1996, las autoridades federales detuvieron a doce militantes (diez hombres y dos mujeres), la mayoría de los detenidos tenían cargos por delitos graves. En el momento de sus arrestos ninguno de los sospechosos ofreció resistencia. También participaron en los arrestos agentes del Servicio de Alguaciles de los Estados Unidos, el Servicio de Aduanas, la Oficina Federal de Administración de Tierras, la Guardia Nacional de Arizona, el Departamento de Seguridad Pública de Arizona y la Oficina del Fiscal del Condado de Maricopa, y agentes de policía de Phoenix. Las autoridades incautaron 650 libras de nitrato de amonio, chalecos militares, detonadores, manuales de entrenamiento, chalecos antibalas, setenta rifles de asalto, amoniaco y una cantidad no identificada de ácido pícrico (compuesto bastante tóxico e inestable para la elaboración de explosivos). Los agentes de la ATF iban a buscar otras 400 libras de nitrato de amonio y 55 galones de nitrometano. Las autoridades incautaron una cinta de video de mayo de 1994 en la que discuten temas de seguridad interna y planean ataques y objetivos. Tras las detenciones, las autoridades confirmaron que el grupo estaba totalmente desarticulado y no tenía vínculos con otras organizaciones paramilitares.
Uno de los detenidos Randy L. Nelson (el general autoproclamado del grupo) manifestó sobre el uso de explosivos por parte del grupo diciendo que "no se sumarían a un complot para lastimar a la gente", y que solo atacan los edificios. Un día después, el tribunal liberó condicionalmente a seis miembros de la cárcel en espera de su juicio por pertenencia a una organización terrorista y la incautación de armas no registradas. En marzo de 1997 todos los miembros del grupo son condenados a penas de uno a diez años de prisión, la mayoría de los acusados se declaran culpables. Las detenciones y juicios trajeron consigo un debate entre milicias sobre la actuación de las milicias y lo necesario que era realmente el uso de explosivos (algo que tenían en común en las milicias que habían sido desmanteladas por las autoridades durante el año 90).
En septiembre de 2005 las autoridades federales mencionan que el grupo se ha reintegrado, siendo más reservado en la admisión de miembros, además de mencionar que su principal misión es combatir el "Nuevo Orden Mundial".